# Pierce Brosnan
Pierce Brendan Brosnan (* 16. května 1953 Drogheda, hrabství Louth) je irský herec, známý širší veřejnosti především jako představitel Jamese Bonda, kterého ztvárnil celkem ve čtyřech filmech v letech 1995 až 2002. Přestože se narodil v Irsku, od jedenácti let žil s matkou v Londýně.
Je čestným držitelem Řádu britského impéria. Má hvězdu na Hollywoodském chodníku slávy.

## Filmografie

### Film
| Rok  | Název                               | Role                                 | Poznámky |
| ---- | ----------------------------------- | ------------------------------------ | --- |
| 1980 | Dlouhý Velký pátek                  | Irčan                                | |
| 1980 | Rozbité zrcardlo                    | herec hrající Jamieho                | |
| 1986 | Kočovníci smrti                     | Jean Charles Pommier                 | |
| 1987 | Taffin                              | Mark Taffin                          | |
| 1987 | The Fourth Protocol                 | Valeri Petrofsky / James Edward Ross | |
| 1988 | Podvodníci                          | William Savage                       | |
| 1990 | Pan Johnson                         | Harry Rudbeck                        | |
| 1992 | Trávníkář                           | Lawrence Angelo                      | |
| 1992 | Exploze                             | Danny O'Neill                        | |
| 1993 | Mrs. Doubtfire – Táta v sukni       | Stuart „Stu“ Dunmire                 | nominace – American Comedy Awards v kategorii nejlepší mužský herecký výkon ve vedlejší roli |
| 1993 | V pasti lásky                       | Garavan                              | |
| 1994 | Milostná aféra                      | Ken Allen                            | |
| 1995 | Zlaté oko                           | James Bond                           | nominace – Cena Saturn v kategorii nejlepší mužský herecký výkon v hlavní roli nominace – Filmová cena MTV v kategorii nejlepší souboj (sdíleno s Famke Janssen) |
| 1996 | Mars útočí!                         | profesor Donald Kessler              | |
| 1996 | Zmizení Kevina Johnsona             | Sám sebe                             | |
| 1996 | Dvě tváře lásky                     | Alex                                 | |
| 1997 | Robinson Crusoe                     | Robinson Crusoe                      | |
| 1997 | Rozpoutané peklo                    | Harry Dalton                         | |
| 1997 | Zítřek nikdy neumírá                | James Bond                           | Cena Saturn v kategorii nejlepší mužský herecký výkon v hlavní roli nominace – European Film Award v kategorii nejlepší evropský úspěch v mezinárodních filmech |
| 1998 | Kouzelný meč – Cesta na Camelot     | Král Artuš (hlas)                    | |
| 1998 | Synovec                             | Joe Brady                            | také producent |
| 1999 | Indián                              | Archibald „Grey Owl“ Belaney         | |
| 1999 | Zápas                               | John MacGhee                         | také producent |
| 1999 | Aféra Thomase Crowna                | Thomas Crown                         | |
| 1999 | Jeden svět nestačí                  | James Bond                           | Empire Award v kategorii nejlepší mužský herecký výkon v hlavní roli nominace – Zlatá malina v kategorii nejhorší duo na plátně (sdíleno s Denise Richards) |
| 2001 | Agent z Panamy                      | Andrew Osnard                        | |
| 2002 | Dnes neumírej                       | James Bond                           | nominace – Cena Saturn v kategorii nejlepší mužský herecký výkon v hlavní roli |
| 2002 | Evelyn                              | Desmond Doyle                        | také producent |
| 2004 | Když se setmí                       | Max Burdett                          | |
| 2004 | Zákon přitažlivosti                 | Daniel Rafferty                      | také výkonný producent |
| 2005 | Matador                             | Julian Noble                         | nominace – Cena Saturn v kategorii nejlepší mužský herecký výkon v hlavní roli nominace – Zlatý glóbus v kategorii nejlepší mužský herecký výkon v hlavní roli – muzikál / komedie nominace – Irish Film & Television Award v kategorii nejlepší mužský herecký výkon v hlavní roli (film) nominace – St. Louis Gateway Film Critics Association Awards v kategorii nejlepší mužský herecký výkon v hlavní roli |
| 2006 | Muž proti muži                      | Gideon                               | |
| 2007 | Klub vyděračů                       | Tom Ryan                             | také producent |
| 2007 | Manželská klec                      | Richard Langley                      | |
| 2008 | Mamma Mia!                          | Sam Carmichael                       | National Movie Award v kategorii nejlepší mužský herecký výkon Zlatá malina v kategorii nejhorší mužský herecký výkon ve vedlejší roli nominace – People's Choice Awards v kategorii nejlepší obsazení |
| 2008 | Lokomotiva Tomáš: Velký objev       | Vypravěč (hlas)                      | |
| 2009 | Dar                                 | Allen Brewer                         | také výkonný producent |
| 2010 | Muž ve stínu                        | Adam Lang                            | Irish Film & Television Award v kategorii nejlepší mužský herecký výkon ve vedlejší roli nominace – London Film Critics Circle Award v kategorii nejlepší mužský herecký výkon ve vedlejší roli nominace – Satellite Award v kategorii nejlepší mužský herecký výkon ve vedlejší roli |
| 2010 | Percy Jackson: Zloděj blesku        | Chiron                               | |
| 2010 | Nezapomeň na mě                     | Charles Hawkins                      | |
| 2011 | Ďáblova ruka                        | Dan Day                              | |
| 2011 | Nechápu, jak to dokáže              | Jack Abelhammer                      | |
| 2013 | Love Is All You Need                | Phillip                              | |
| 2013 | U Konce světa                       | Guy Shephard                         | |
| 2014 | Manželská rána                      | Richard Jones                        | |
| 2014 | Dlouhá cesta dolů                   | Martin Sharp                         | |
| 2014 | November Man                        | Peter Devereaux                      | také výkonný producent |
| 2015 | Láska po anglicku                   | Richard Haig                         | také producent |
| 2015 | Poslední přežije                    | The Watchmaker                       | |
| 2015 | Převrat                             | Hammond                              | |
| 2015 | A Christmas Star                    | Pan Shepherd                         | |
| 2016 | Urge                                | Daemon Sloane/Muž                    | |
| 2016 | Skrytý nepřítel                     | Mike Regan                           | také výkonný producent |
| 2017 | The Only Living Boy in New York     | Ethan Webb                           | |
| 2017 | Stopy spravedlnosti                 | Liam Hennessy                        | |
| 2018 | Podezřelý                           | detektiv Robert Malloy               | |
| 2018 | Mamma Mia! Here We Go Again         | Sam Carmichael                       | |
| 2018 | Poslední zúčtování                  | Dimitri Belov                        | |
| 2020 | Eurosong: Příběh skupiny Fire Saga  | Erick Erickssong                     | |
| 2021 | Příběh Popelky                      | Král Rowan                           | |
| 2021 | Lucy má děťátko                     | Dr. John Hindle                      | |
| 2021 | Riverdance: Animované dobrodružství | Patrick / Dědeček (hlas)             | |
| 2021 | Zmetci                              | Richard Pace                         | |
| 2022 | Králova dcera                       | Král Ludvík XIV.                     | |
| 2022 | Black Adam                          | Kent Nelson / Doctor Fate            | |
| 2023 | Tchán s tchyní jsou psanci          | Billy McDermott                      | |
| 2023 | Rychlej Charlie                     | Charlie Swift                        | |
| 2025 | Operace Black Bag                   | Arthur Steiglitz                     | |
| —    | Fast Charlie                        | Caruel                               | |

### Televize
| Rok       | Název                            | Role                                | Poznámky |
| --------- | -------------------------------- | ----------------------------------- | --- |
| 1979      | Murphy's Stroke                  | Edward O'Grady                      | TV film |
| 1980      | Hammer House of Horror           | poslední oběť                       | díl: „Carpathian Eagle“ |
| 1980      | Profesionálové                   | dozorce                             | díl: „Nebezpečné sporty“ |
| 1981      | Manionové v Americe              | Rory O'Manion                       | hlavní role, 3 díly |
| 1982      | Nancy Astor                      | Robert Gould Shaw                   | hlavní role, 4 díly nominace – Zlatý glóbus v kategorii nejlepší mužský herecký výkon ve vedlejší roli v seriálu, mini-sérii nebo TV filmu |
| 1982      | Play for Today                   | Dennis                              | díl: „The Silly Season“ |
| 1982–1987 | Remington Steele                 | Remington Steele                    | hlavní role, 94 dílů |
| 1988      | Panský dům                       | Ian Dunross                         | hlavní role, 4 díly |
| 1989      | Cesta kolem světa za 80 dní      | Phileas Fogg                        | hlavní role, 6 dílů |
| 1989      | Loupež                           | Neil Skinner                        | TV film |
| 1991      | Akademický zločin                | Charles Lattimore                   | TV film |
| 1991      | Oběť lásky                       | Paul Tomlinson                      | TV film |
| 1993      | Vlak smrti                       | Michael "Mike" Graham               | TV film |
| 1993      | Přetržené řetězy                 | Sir William Johnson                 | TV film |
| 1994      | Nemluv s cizinci                 | Douglas Patrick Brody               | TV film |
| 1995      | Noční hlídka                     | Michael 'Mike' Graham               | TV film |
| 2001      | Saturday Night Live              | Sám sebe                            | díl: „Pierce Brosnan/Destiny's Child“ |
| 2001      | Simpsonovi                       | Ultra House 300 jako Pierce Brosnan | díl: „Speciální čarodějnický díl“ |
| 2011      | Pytel kostí                      | Mike Noonan                         | hlavní role, 2 díly |
| 2017–2019 | The Son                          | Eli McCullough                      | hlavní role, 10 dílů |
| 2018      | 2019 Breakthrough Prize Ceremony | Sám sebe/ moderátor                 | TV speciál |

### Videohry
| Rok  | Název                                 | Role       |
| ---- | ------------------------------------- | ---------- |
| 1997 | GoldenEye 007                         | James Bond |
| 1999 | Tomorrow Never Dies                   | James Bond |
| 2000 | The World Is Not Enough               | James Bond |
| 2000 | 007 Racing                            | James Bond |
| 2002 | James Bond 007: Nightfire             | James Bond |
| 2004 | James Bond 007: Everything or Nothing | James Bond |